# Isekai
Isekai (japanisch 異世界, auf Deutsch etwa „Andere Welt“) ist ein Subgenre japanischer Fantasy-Light Novels, Mangas, Anime und Videospiele, in denen ein normaler Charakter aus der wirklichen Welt in eine Fantasiewelt oder in ein Paralleluniversum transportiert oder wiedergeboren wird.

## Geschichte

### Japan
Das Konzept des Genres Isekai hat einerseits Vorläufer in volkstümlichen Erzählungen wie Urashima Tarō, in der ein einfacher Fischer in den Palast des Gottes Ryūjin gelangt und sich bald zwischen dem dortigen Leben im Luxus und der Heimkehr in die Welt der Menschen entscheiden muss. Einflussreich für die moderne Entwicklung des Genres waren aber auch britische und US-amerikanische Werke wie Alice im Wunderland, Peter Pan, Der Zauberer von Oz, Die Chroniken von Narnia oder (als deutsches Beispiel) Die unendliche Geschichte, welche als westliche Ausprägungen des Genres angesehen werden. Seither wurde dieses Konzept immer weiter aufgearbeitet. 
Werke wie Inuyasha und The Vision of Escaflowne griffen dieses Konzept, zwischen der Realität und einer parallelen Welt zu reisen, auf und schafften es dabei eine Bindung zwischen Zuschauer und den Charakteren aufzubauen. Mit Chihiros Reise ins Zauberland wird auch einer der weltweit erfolgreichsten Animefilme dem Genre zugerechnet. In den Jahren kurz nach der Jahrtausendwende gab es kaum Veröffentlichungen in diesem Genre, sodass dieses lange Zeit als tot galt.
Die japanische Webroman-Website Shōsetsuka ni Narō, auf der viele neuere Isekai-Werke ihren Ursprung haben, bevor sie von Verlagen als Light Novel überarbeitet und dann Manga und Anime adaptiert werden, unterscheidet die beiden Kategorien isekai ten’i (異世界転移 ‚Übergang in eine andere Welt‘) und isekai tensei (異世界転生 ‚Wiedergeburt/Reinkarnation in eine andere Welt‘). Ersteres war üblich bei frühen japanischen Titeln, die in das Genre eingeordnet werden können, wie zum Beispiel El Hazard und Fushigi Yuugi, in denen die Protagonisten lebend in die parallele Welt transportiert wurden. In späteren Werken nach der Jahrtausendwende wie etwa Knight’s and Magic oder Saga of Tanya the Evil starben die Protagonisten in der realen Welt und wurden in einem Paralleluniversum wiedergeboren. 
Das .hack-Franchise griff als eines der ersten Werke das Konzept des Isekai als virtuelle Welt auf, etwas später folgte Sword Art Online (SAO) diesem Beispiel und erweiterte dieses. Seit der Veröffentlichung von Sword Art Online explodierte das Genre mit regelmäßigen Veröffentlichungen und sogar der Schaffung des Isekai-Subgenres Trapped in MMO. Franchises wie Log Horizon oder Overlord wurden phasenweise wegen ihrer anderen Herangehensweise an das Genre als Alternative zu Sword Art Online betrachtet. In Recovery of an MMO Junkie avancierte die virtuelle Welt nach und nach zum Nebenschauplatz und kehrte dabei das eigentliche Konzept des Genres um.
Serien wie Kono Subarashii Sekai ni Shukufuku o!, Re:Zero – Starting Life in Another World und In Another World with My Smartphone greifen Videospieleinflüsse wie verschiedene Klassen, Levelsystem, plötzliches Freischalten neuer Fähigkeiten oder Neuanfang nach dem Tod auf, wobei diese Elemente den Mechaniken typischer Rollenspiele folgen.
Im Jahr 2016, als das Genre seine bislang populärste Phase erreichte, untersagte ein Veranstalter eines Kurzgeschichtenwettbewerbs das Einreichen von Isekai-Werken. Auch der Verleger Kadokawa verbannte dieses Genre bei seinem Light-Novel-Wettbewerb im Folgejahr.
Im April 2019 wurde der Anime Isekai Quartet ausgestrahlt, der das Genre und bekannte Vertreter wie KonoSuba, Re:Zero, Overlord und Saga of Tanya the Evil parodiert. Mit dem Start der Light-Novel-Reihe Virgin Road – Die Henkerin und ihre Art zu leben kamen neue Elemente hinzu. So wird die Handlung nicht aus der Sichtweise einer beschworenen Person wiedergegeben, sondern aus der Perspektive einer in der Welt geborenen Person. Zudem werden die beschworenen Menschen keineswegs Helden, sondern drohen durch ihre verliehene Fähigkeit, eines Tages die Welt in der sie gerufen werden, ins Chaos zu stürzen.

### Südkorea
In Südkorea existiert die Literaturgattung Isegye (이세계), die in den letzten Jahren durch diverse Manhwas und Webromane, die dieselben Thematiken wie Isekai aufgreifen, an Popularität gewinnen konnte. Viele Werke wurden zwischenzeitlich außerhalb Südkoreas veröffentlicht und haben einen ähnlichen Bekanntheitsgrad wie japanische Isekai-Manga- und Animeserien erreichen können.

## Charakteristik
Die ersten Werke, die dem Isekai-Genre zugeordnet werden können, wiesen weibliche Hauptcharaktere auf, wie etwa Fushigi Yuugi oder The Vision of Escaflowne aus den 1990er-Jahren. Anfang der 2010er-Jahre änderte sich dies und die Protagonisten waren eher männlichen Geschlechts. Die Charaktere, die in ein Paralleluniversum transportiert oder wiedergeboren werden, sind seither zumeist Hikikomori, NEETs, Otakus oder Gamer, die die neue Welt als Wunscherfüllung betrachten. In dieser können sie – im Gegensatz zum Leben in der Realität – durch ihre Videospielerfahrung erfolgreich sein. Häufig werden auch Videospielwelten als Thema für eine Parallelwelt genutzt (z. B. Log Horizon oder Sword Art Online). Auch zielen neuere Werke auf die Erfüllung sexueller Lust ab, sodass viele neuere Isekai-Werke mit anderen Genres wie etwa dem Harem und Etchi kollidieren. Isekai-Anime gewannen in den letzten Jahren an Popularität und haben sich von einer weiblichen Shōjo-Zielgruppe in den 1990er-Jahren mehr für die männliche Shōnen-Zielgruppe entwickelt.
Die Kräfte der Protagonisten reichen dabei von verheerenden magischen Fähigkeiten wie in In Another World with My Smartphone bis zu sehr schwach wie in Re:Zero – Starting Life in Another World, in welchem der Protagonist keine spezielle Power besitzen als die Fähigkeit, den Tod durch Zeitmanipulation zu überleben.
Obwohl der Protagonist in Isekai-Werken üblicherweise als „auserwählter Held“ gilt, stürzten Werke wie Drifters oder That Time I Got Reincarnated as a Slime diese Charakteristik des Genres. In Drifters reisen historische Generäle und andere Krieger, die brutaler sind als die Bewohner der Parallelwelt, in ebendiese während der Protagonist in That Time I Got Reincarnated as a Slime als blobähnliches Monster mit etwas anderen Fähigkeiten als ein normaler Mensch wiedergeboren wird. In anderen Werken werden die Protagonisten auch als unbelebte Gegenstände wieder „materiell“.

### Reverse Isekai
In dem Subgenre Reverse Isekai wird mindestens ein Protagonist, meistens unbeabsichtigt, aus der eigenen Welt auf die Erde gebracht oder auf dieser wiedergeboren. Eine Rückkehr in die ursprüngliche Welt ist nicht oder nur beschränkt möglich.
Beispiele sind:
- Dead Mount Death Play
- The Devil is a Part-Timer
- Gabriel DropOut
- Miss Kobayashi's Dragon Maid

Selten sind Plots, in denen beliebig hin- und hergewechselt wird, wie in Welcome to Japan, Ms. Elf!.

## Kritik
Kritisiert an dem Genre wird, dass es oft an Ideen, Einfallsreichtum und Kreativität mangelt, da sich viele Elemente wiederholen und mehr Wert auf Fanservice, aktuelle Hypes und bereits Bewährtes für gute Verkaufszahlen gesetzt wird, anstatt mehr Wert auf Qualität und Innovation zu legen. Unterschiede zu anderen Werken wirken dabei teilweise nur geringfügig oder gar absurd.
Da es durch das Internet möglich ist eine Vielzahl an Werken mit geringem Produktionsaufwand zu veröffentlichen, kommt es durch die Masse auch zu einem Qualitätsverfall und Unstimmigkeiten und Logikfehlern in der fiktiven Welt. Dies spiegelt sich dann oft in der Gestaltung der Parallelwelt und Charaktere wider. Auf der anderen Seite bleiben viele Ideen und Szenarien ungenutzt.
Ein Bezirksgericht im russischen St. Petersburg entschied, dass Isekai-Fernsehserien wie KonoSuba und That Time I Got Reincarnated as a Slime auf diversen Internetseiten, die keine Altersbegrenzung ab 18 Jahre aufweisen, nicht gezeigt werden dürfen. Als Grund wurde angegeben, dass derartige Serien den Glauben an eine Reinkarnation festigen würden.

## Werke (Auswahl)
- Ab sofort Dämonenkönig!
- Arifureta Shokugyō de Sekai Saikyō
- Chihiros Reise ins Zauberland
- Digimon
- Do You Love Your Mom and Her Two-Hit Multi-Target Attacks?
- Drifters
- El Hazard
- Final Fantasy: Last Stranger
- Fushigi Yuugi
- Gate: Jieitai Kano Chi nite, Kaku Tatakaeri
- .hack
- In Another World With My Smartphone
- Isekai Shokudō
- Isekai Cheat Magician
- Inuyasha
- JK Haru is a Sex Worker in Another World
- Knight’s and Magic
- Kono Subarashii Sekai ni Shukufuku o!
- Log Horizon
- Madoka Magica
- Magic Knight Rayearth
- Mushoku Tensei
- No Game No Life
- Recovery of an MMO Junkie
- Re:Zero – Starting Life in Another World
- Saga of Tanya the Evil
- Sword Art Online
- Tate no Yūsha no Nariagari
- That Time I Got Reincarnated as a Slime
- Overlord
- Outbreak Company
- The Vision of Escaflowne
- World Trigger
- Zero no Tsukaima
- Die Zwölf Königreiche

- Virgin Road – Die Henkerin und ihre Art zu leben